# Cashmere (Washington)
Pour les articles homonymes, voir Cashmere.
Cashmere  est une ville américaine, siège du comté de Chelan dans l'État de Washington. La population de la ville s'élevait en 2010 à 3 063 habitants.
Les premiers européens, des missionnaires catholiques, y arrivent dans les années 1850.

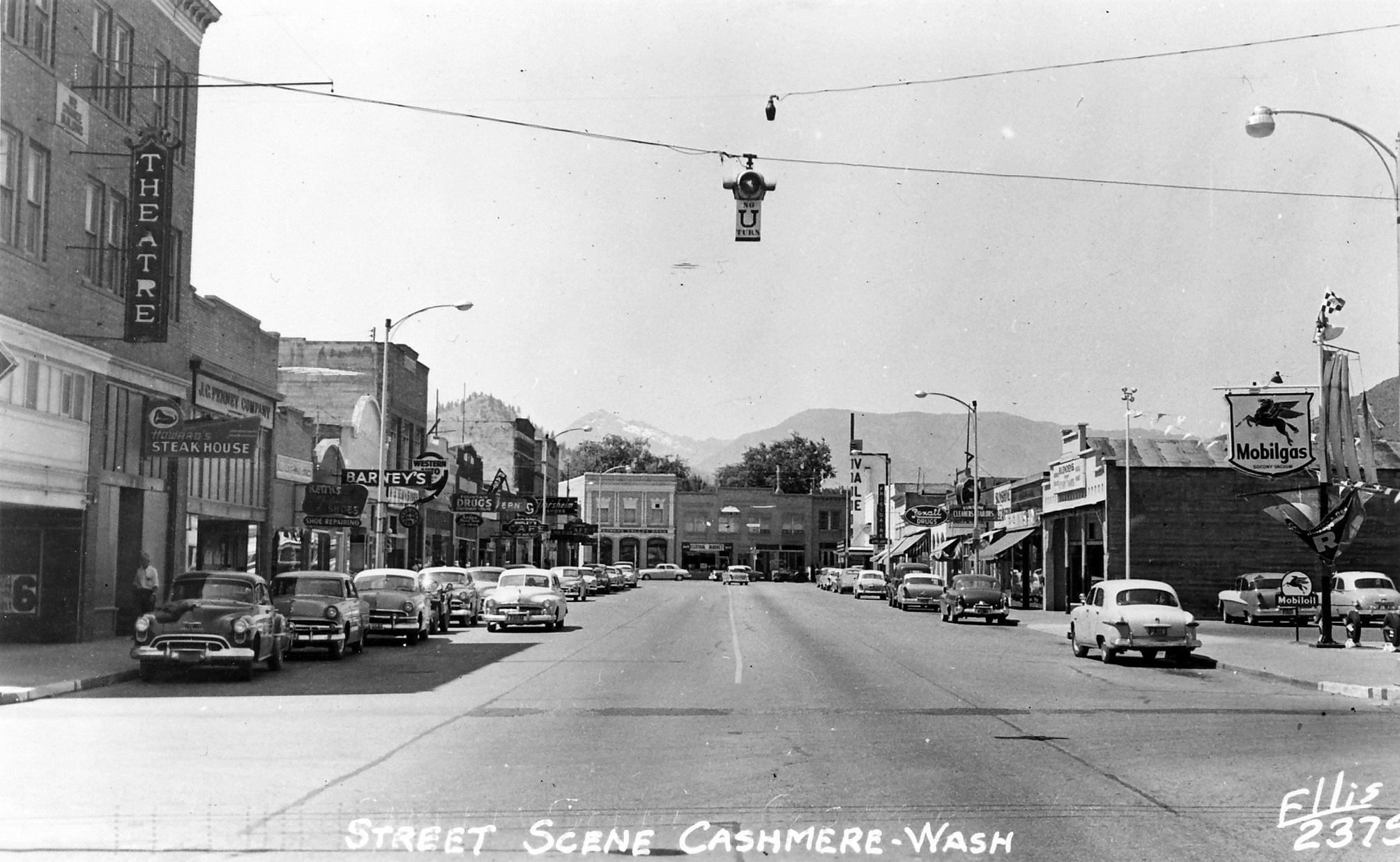
La rue principale dans les années 1940